# إيليس هارني
إيليس هارني (بالإنجليزية: Elise Harney) هي لاعب كرة قاعدة أمريكية، ولدت في 22 يوليو 1925 في مقاطعة فرانكلن في الولايات المتحدة، وتوفيت في 1 نوفمبر 1989 في آن آربر في الولايات المتحدة.